# Якості знань
Я́кості знань — в педагогіці — співвіднесення видів знань (закони, теорії, прикладні, методологічні, оцінювальні знання) з елементами змісту освіти й тим самим з рівнями засвоєння.
Якість знань має такі характеристики:
- повноту — кількість програмних знань про об'єкт вивчення;
- глибину — сукупність осмислених учнями зв' язків і відношень між знаннями;
- систематичність осмислення складу певної сукупності знань в їхніх ієрархічних і послідовних зв' язках;
- системність — осмислення учнем місця знання в структурі наукової теорії;
- оперативність — вміння користуватися знаннями в однотипних ситуаціях;
- гнучкість — вміння самостійно знаходити варіативні способи застосування знань в змінених умовах;
- конкретність — вміння розкласти знання на елементи;
- узагальненість — вміння виразити конкретне знання в узагальненій формі.